# Загайнова (деревня)
Загайнова — деревня в Далматовском районе Курганской области. Входит в состав Крутихинского сельсовета.

## География
Деревня Загайнова расположена на правому берегу реки Исети, ниже Далматова и выше Шадринска — двух городов северо-западной части Курганкой области.
Советская улица деревни является транзитной. Это часть автодороги Затеченское — Коврига, которая является частью автопути между вышеупомянутыми городами.

## История
До 1917 года входила в состав Крутихинской волости Шадринского уезда Пермской губернии. По данным на 1926 год состояла из 243 хозяйств. В административном отношении являлась центром Загайновского сельсовета Далматовского района Шадринского округа Уральской области.

## Население
| 2010 |
| ---- |
| 196  |

По данным переписи 1926 года в деревне проживало 1237 человек (574 мужчины и 663 женщины), все русские.